# Octobres
Octobres ist ein Jazzalbum des Sylvain Kassap Sextet. Die am 6. und 7. November 2021 im Studio Sextan, Paris-Malakoff, entstandenen Aufnahmen erschienen 2022 auf RogueArt.

## Hintergrund
Der Klarinettist Sylvain Kassap spielte mit seinem Sextett ein Programm, das mehrere Zeitlichkeiten durchquere, schrieb Nicolas Dourlhès. Zuerst das von „Octobres“ (und die Folgekomposition „Oktiabr“), das ihm seinen Titel gibt und sich zunächst auf einen Auftrag zum Gedenken an die hundert Jahre der russischen Oktoberrevolution bezieht; Die anderen Stücke deuten auf andere vergangene und zukünftige Umkehrungen hin. Dann die „Blutige Woche“ von 1871 („La Semaine Sanglante“), in der die Pariser Kommune vergeblich versuchte, die Macht zu stürzen. Noch weiter das von „Spartakus“ aus dem ersten Jahrhundert vor Christus, wo der Aufstand in einem Mann (Spartacus) verkörpert wird, der zum Symbol geworden ist und gegen Unterdrückung kämpft. Weitere Themen sind die koreanische Entspannungspolitik („DMZ“, das auf den DMZ-Zug anspielt), der Spartakusaufstand und die Agitation von Rosa Luxemburg. Schließlich, auf eine intimere Art und Weise, sind es auch die 1960er- und 70er-Jahre und der Titel „Canterbury“, dieser Ort, der zu einer Schule wurde, dem Canterbury Sound, in der die gewagtesten Fortschritte im Jazz und Rock erfunden wurden, ohne ihn jedoch zu einer Akademie, einer Ästhetik zu machen (Progressive Rock), der den jungen Kassap prägte. Neben Sylvain Kassap (Klarinetten) spielten Sophia Domancich (Piano, Fender Rhodes), Christiane Bopp (Posaune), Aymeric Avice (Trompete, Flügelhorn), Hélène Labarrière (Kontrabass) und Fabien Duscombs (Schlagzeug).

## Titelliste
- Sylvain Kassap Sextett: Octobres (RogueArt ROG-0121)[3]

1. La Coda de début 1:06
2. Spartakus 9:12
3. Canterbury 6:28
4. Oktiabr 10:27
5. Crinière 4:07
6. DMZ 7:39
7. Les Eaux Glacées 8:31
8. La Semaine Sanglante (Jean-Baptiste Clément, Pierre Dupont) 2:40
9. The Loop is Looped 5:38

Sofern nicht anders angegeben, stammen die Kompositionen von Sylvain Kassap.

## Rezeption
„Die Zeit der Geschichte wie die Zeit des Tempos sind die Orte, an denen die Musik lebt“, meinte Nicolas Dourlhès in Citizen Jazz. Auf diese Weise würde im Rahmen dieser Reise eine Geopolitik geschaffen, in der menschliche Befindlichkeiten zum Vorschein kommen und hier voll zur Geltung kommen. So schafften das tiefe Gerüst des Basses und die elektrischen Girlanden von Sophia Domancichs Fender Rhodes ein Klima, das der hartnäckig suchenden Trompete von Aymeric Avice und der schillernden Klarinette von Kassap förderlich sei. Unterstützt durch Arrangements, die einen zeitgenössischen Orchesterklang betonen und dem Ganzen Tiefe verleihen, entfalte sich das Repertoire in diesen musikalischen Geschichten und endet in einem Finale, das sowohl die Popularität als auch die Energie eines Fanfaren-artigen Free Jazz mit einem großzügigen und libertären Ansatz verbinde.
Der erfahrene Klarinettist Sylvain Kassap habe eine Untergruppe progressiver politischer Ideen mit seinen Kompositionen verbunden und eine Reihe von Kompositionen geschaffen, die allein durch musikalische Raffinesse begeistern, schrieb Ken Waxman in Jazz Word.
Dabei sei Kassap von jungen und älteren Musikern umgeben, die Erfahrung im Mainstream, Fusion und Free Jazz hätten. Eine Kombination von Faktoren führe dazu, dass einige Titel in Richtung ProgRock tendieren, während andere vollwertige Andante-Swinger seien. Schwankende Vamps, die diese Strömungen verkörpern, puffern auch unverwechselbare Klangerkundungen in Stücken wie „DMZ“ ab, mit Vitrinen für Labarrières kräftige Schläge und gehendes Kontinuum und Avices Portamento-Schmieren. Octobres würde genügend explorative Arrangements und individuelles Spiel enthalten, um es als beispielhaftes musikalisches Vorzeigeprojekt zu kennzeichnen.